# União das Freguesias de Bagunte, Ferreiró, Outeiro Maior e Parada
União das Freguesias de Bagunte, Ferreiró, Outeiro Maior e Parada, kürzer Bagunte, Ferreiró, Outeiro Maior e Parada, ist eine Gemeinde (Freguesia) im Kreis (Concelho) von Vila do Conde im Norden Portugals.
In der Gemeinde leben 2.848 Einwohner auf einer Fläche von 21,86 km² (Stand nach Zahlen von 2011).
Die Gemeinde entstand im Zuge der Gebietsreform in Portugal am 29. September 2013 durch Zusammenlegung der Gemeinden Bagunte, Ferreiró, Outeiro Maior und Parada. Bagunte wurde Sitz der Gemeinde, die übrigen bisherigen Gemeindeverwaltungen blieben als Bürgerbüros weiter bestehen.